# Archivea
Archivea é um género botânico pertencente à família das orquídeas (Orchidaceae).
O gênero Archivea foi proposto por Christenson & Jenny em Orchids 65: 497, em 1996. A Archivea kewensis Christenson & Jenny é sua espécie tipo.
É um pequeno gênero composto por 1 espécie (subfamília Epidendroideae).
Trata-se de gênero até agora duvidoso pelo fato de nunca ter sido coletada planta que correspondesse à ilustração apresentada em sua descrição.

## Etimologia
O nome do gênero é uma referência ao fato deste ter sido descrito apenas com base em uma aquarela encontrada nos arquivos de Kew.

## Habitat
As espécies deste género são supostamente epífitas. Os autores citam sua única espécie para o Brasil, porém sem indicação de localidade. Observamos que esta espécie pode não ser brasileira ou mesmo tratar-se de um engano de ilustração.

## Descrição
Vegetativamente assemelha-se muito a algumas espécies de Coryanthes e Cirrhaea, mas suas flores apresentam-se em inflorescências basais eretas. Notamos que a posição ereta da inflorescência na ilustração parece-nos mais uma liberdade que o ilustrador tomou ao retratar a planta e é possível que esta seja pendente.
A inflorescência comporta cerca de dez flores de amarelo pálido com sépalas e pétalas estreitas e acuminadas. As flores lembram muito as de Horichia, das quais se diferenciam principalmente pelo labelo com duas garras laterais, cujos lobos laterais fundem-se formando uma quilha no centro do labelo, e coluna arqueada porém muito mais curta.